# Quercus austrina
Quercus austrina és un tipus de roure que pertany a la família de les fagàcies. Està dins de la secció dels roures blancs del gènere Quercus.

## Descripció
Quercus austrina és un tipus d'arbre caducifoli de 20 a 25 metres d'alçada. L'escorça és de color gris pàl·lid, amb escates, amb el temps dividit en cants ampli. Les branques són de color marró fosc a vermellós, entre 2 a 2,5 mil·límetres de diàmetre. Sovint amb prominents, lenticel·les de suro blanc. Els brots són de color marró vermellós fosc, ovoides, distals agudes, 3-5 × 2-2,5 mm, puberulentosos. Les fulles tenen un de color verd o gris verd, estretament obovades o el·líptiques, (40 -) 7-10 (-200) x (13 -) 3-50 (-115) mm, base cuneada o atenuar, els marges són ondulats i irregularment superficialment lobulades, els lòbuls arrodonits, de vegades obtús, venes secundàries 4-6 (-8) a cada costat. L'àpex és estret o àmpliament arrodonit. La cara inferior de les fulles estan folrades amb pèls estrellats semierectes de 0,5 mm de diàmetre, glabres en la maduresa, sovint amb alguns pèls restants. Al llarg de les venes a prop del nervi central, glabres cara superior de les fulles, brillants. El pecíol fa entre 3 a 5 mm. Floreixen a la primavera. Les glans subsèssils o al peduncle axil·lar fort de 15 mm. La copa de les glans són hemisfèriques o profundes copes o en forma de copa, 90-10 mm de profunditat x 13/10 mm d'ample, adjuntant 01/03 a 01/02 rosca, escales lleugerament aplanats, gris, estretament ovades, de vegades espessa prop de la base, no tubercles, grisenc, nou ovoide o el·líptica, 17 x 12 mm. Té diferents cotilèdons.

## Distribució i hàbitat
El Quercus austrina creix als Estats Units als estats d'Alabama, Florida, Geòrgia, Mississipi, Carolina del Nord i Carolina del Sud i es troben en les conques de rius i boscos humits, del nivell del mar fins als 200 metres.

## Observacions
El Quercus austrina és probablement l'alzina més incompresa dels Estats Units del sud-est. Encara que l'espècie és bastant generalitzada, que aparentment és abundant només en l'àmbit local i no està ben representada en els herbaris. Això pot ser degut en part al fet que el Quercus austrina és sovint confós amb el Quercus sinuata, que superficialment s'assembla, o com el Quercus nigra, un roure de color vermell amb fulles de forma similar. Es distingeix fàcilment del Quercus sinuata per la seva major grandària, els brots més aguts, més fosques branques, més profund, les glans dels cornets, i la manca de minuts, pèls adpresos, estavellats en la superfície foliar abaxial. En canvi, el Quercus austrina té un toment de suaus pèls erectes en les fulles joves, i té glabres les fulles madures.

## Taxonomia
Quercus austrina va ser descrita per John Kunkel Small i publicat a Flora of the Southeastern United States 353, 1329, a l'any 1903.
Etimologia
Quercus: nom genèric del llatí que designava igualment al roure i a l'alzina.
austrina: epítet llatí que significa "del sud".
Sinonímia
- Quercus durandii var. austrina (Small) E.J.Palmer[4][5]